# Trevorit
Trevorit là một hiếm nickel sắt oxide khoáng sản thuộc nhóm spinel. Nó có công thức hóa học NiFe3+2O4. Đây là một khoáng chất đen với đặc tính spinel điển hình của kết tinh trong hệ thống khối, màu đen sọc, dễ truyền và không hòa tan trong hầu hết các acid.
Có ít nhất một phần dung dịch rắn giữa trevorit và magnetit, với nhiều chất magnetit từ đá siêu mafic chứa ít nhất một lượng Ni. Fe2+ và Mg2+ có thể thay thế cho Ni trong trevorit.

## Phát hiện và sự xuất hiện
Nó lần đầu tiên được mô tả cho một sự xuất hiện trong Bon Accord Nickel Deposit, Bon Accord, Bon Accord, Barberton, Mpumalanga, Nam Phi trong năm 1921 và được đặt tên cho Major Tudor Gruffydd Trevor (1865-1958) là một thanh tra mỏ ở Nam Phi.
Trong Bon Accord nó xảy ra như là một khoản trầm tích liên lạc giữa một ultramafic intrusion và một thạch anh. Trong một sự xuất hiện tại Mount Clifford, Úc, nó xảy ra liên quan đến một quặng niken sulfide gần với một gabro như peridotit. Kết hợp chất khoáng bao gồm nimit, willemseit, nikenoan tan, violarit, millerit, reevesit và goethit tại Bon Accord, và với niken gốc, heazlewoodit và millerit ở Mt. Clifford.
Nó cũng đã được báo cáo từ các lĩnh vực hydrothermal Logatchev-1 trên Sống núi giữa Đại Tây Dươngtrong sự hình thành Hatrurim trong Negev ở Israel;  Josephine Creek, Josephine County, Oregon, và  Gabbs của Quận Nye, Nevada.